# ウジェーヌ・ブーダン

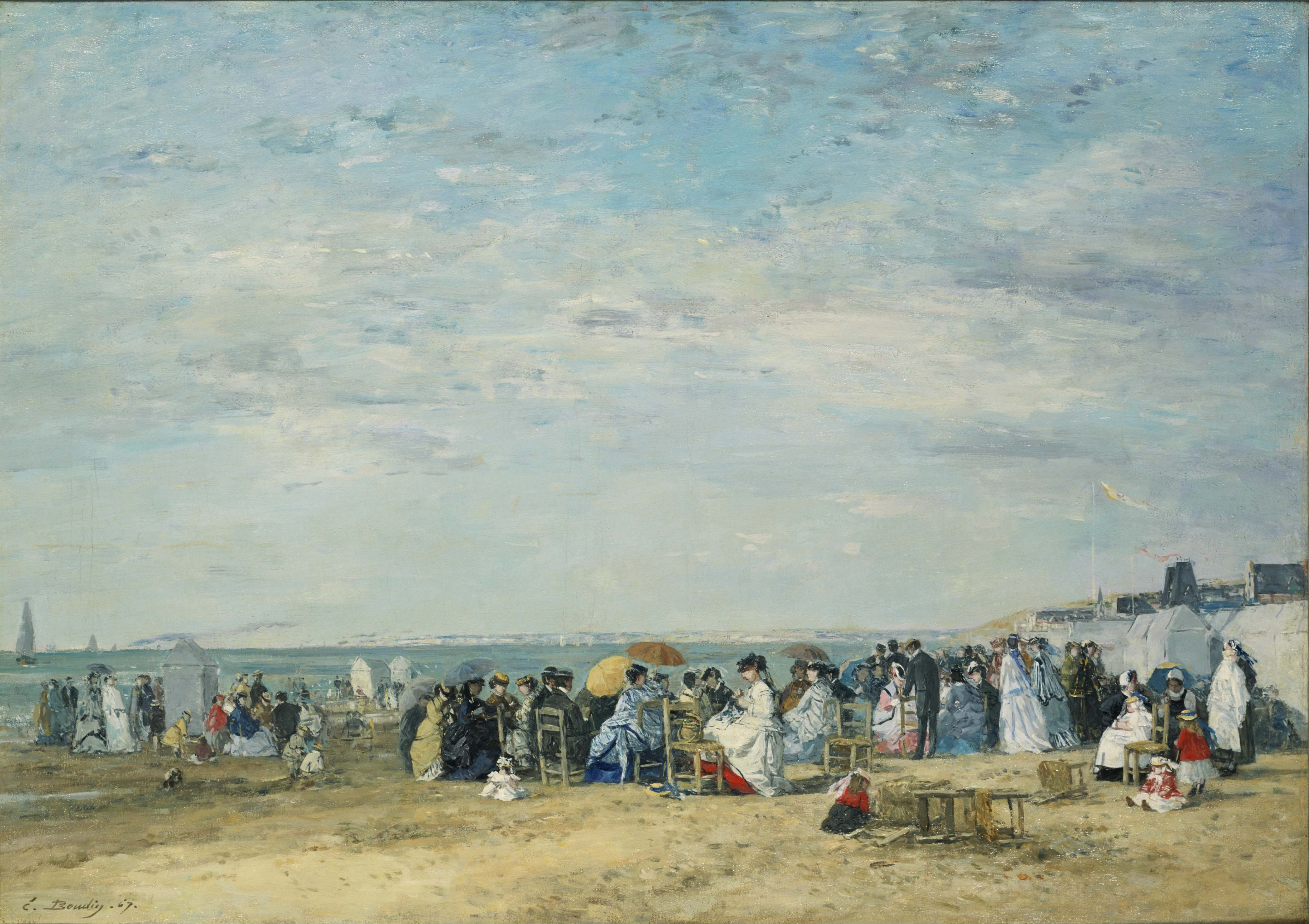
トルヴィル＝シュル＝メールの浜（1867）

ウジェーヌ＝ルイ・ブーダン（Eugène-Louis Boudin, 1824年7月12日 - 1898年8月8日）は、19世紀フランスの画家であり、外光派の一人として印象派に影響を与える。青空と白雲の表現に優れ、ボードレールやコローから、「空の王者」としての賛辞を受ける。

## 生涯
ノルマンディー地方のオンフルールで水夫の子として生まれる。1835年に父親が水夫の家業をやめ、一家をあげてルアーヴルに転居する。ルアーヴルの地で、父親は文具商として成功し、ここで、バルビゾン派に属するトロワイヨンやミレーらの土地の画家との交流が生まれた。
1859年に、後にボードレールにブーダンを紹介することになるクールベと出会い、パリのサロンへのデビューを果たしている。
また、1857年にはモネと出会い、モネに屋外で絵を描くことを教える。1874年の第1回印象派展にブーダンも出展している。
1870年代には、ベルギー・オランダと南フランスを旅し、1892年から1895年には、ヴェネツィアに滞在している。
パリのサロンへの出展を続け、1881年には第3位の賞を獲得し、1889年には金賞を授与された。1892年には、レジオン・ドヌール勲章を受け、シュヴァリエの称号を得ている。
1898年にドーヴィルで亡くなった。

### ギャラリー

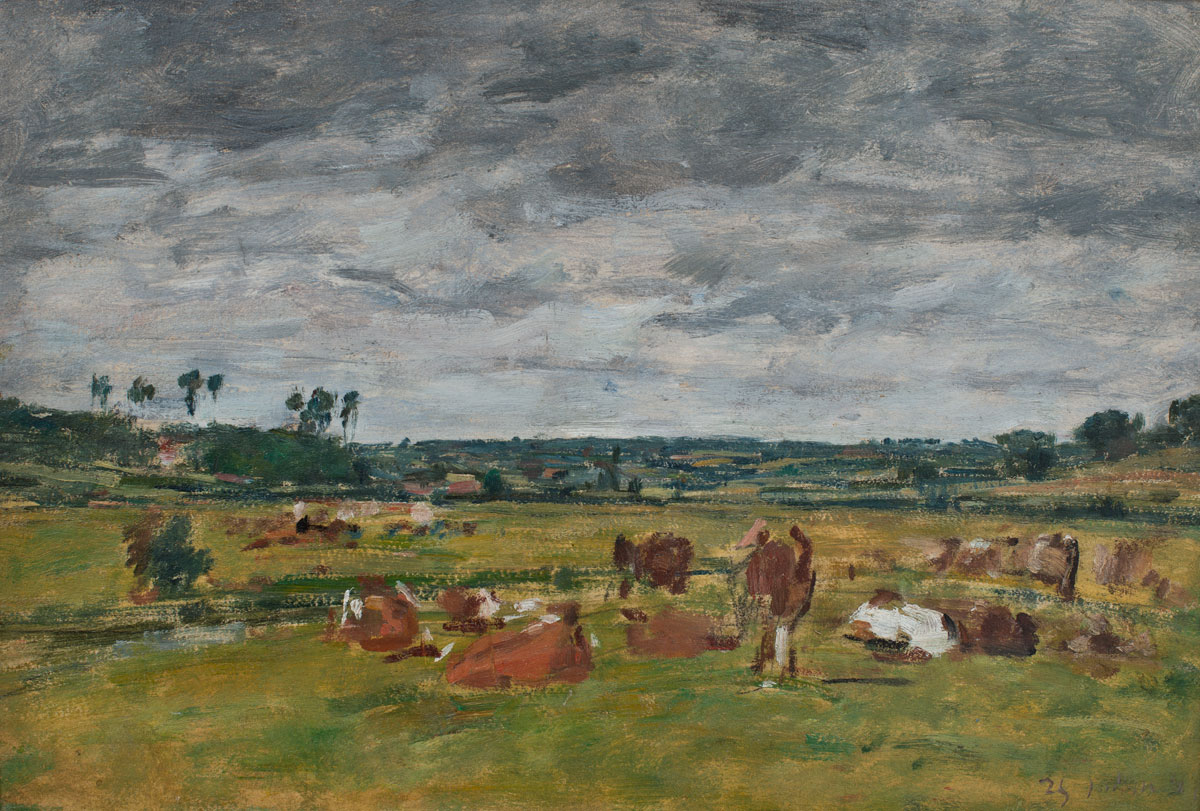
Landscape with Cows (1881), Museum of modern art André Malraux - MuMa:マルロー美術館
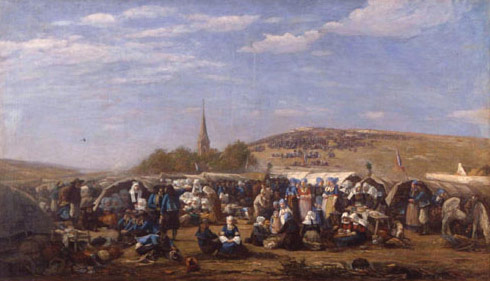
Le pardon à Sainte-Anne-la-Palud (1858)
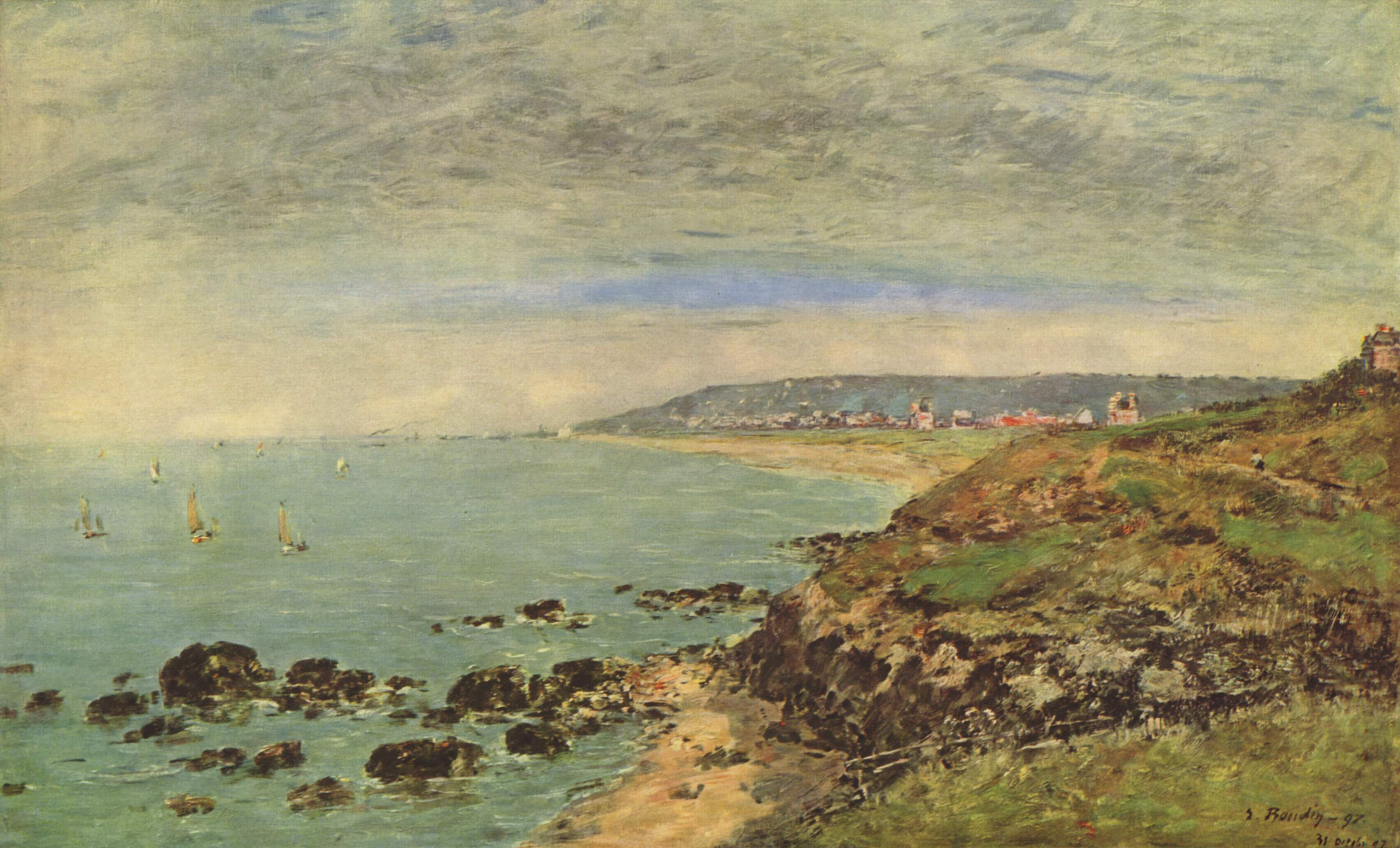
La côte atlantique à Bénerville (1897)
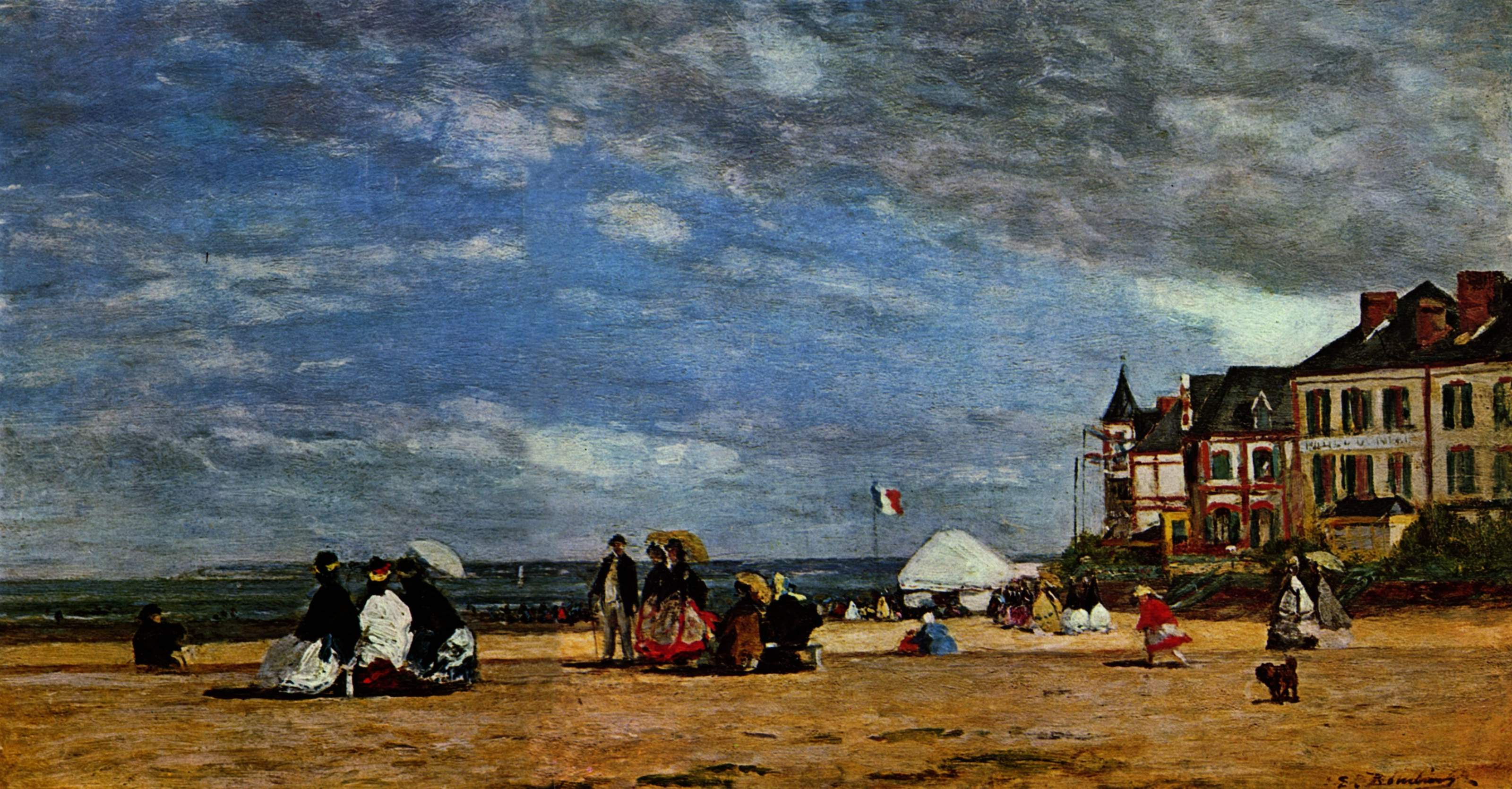
La plage de Trouville (1864)
La jetée de Deauville (1869)
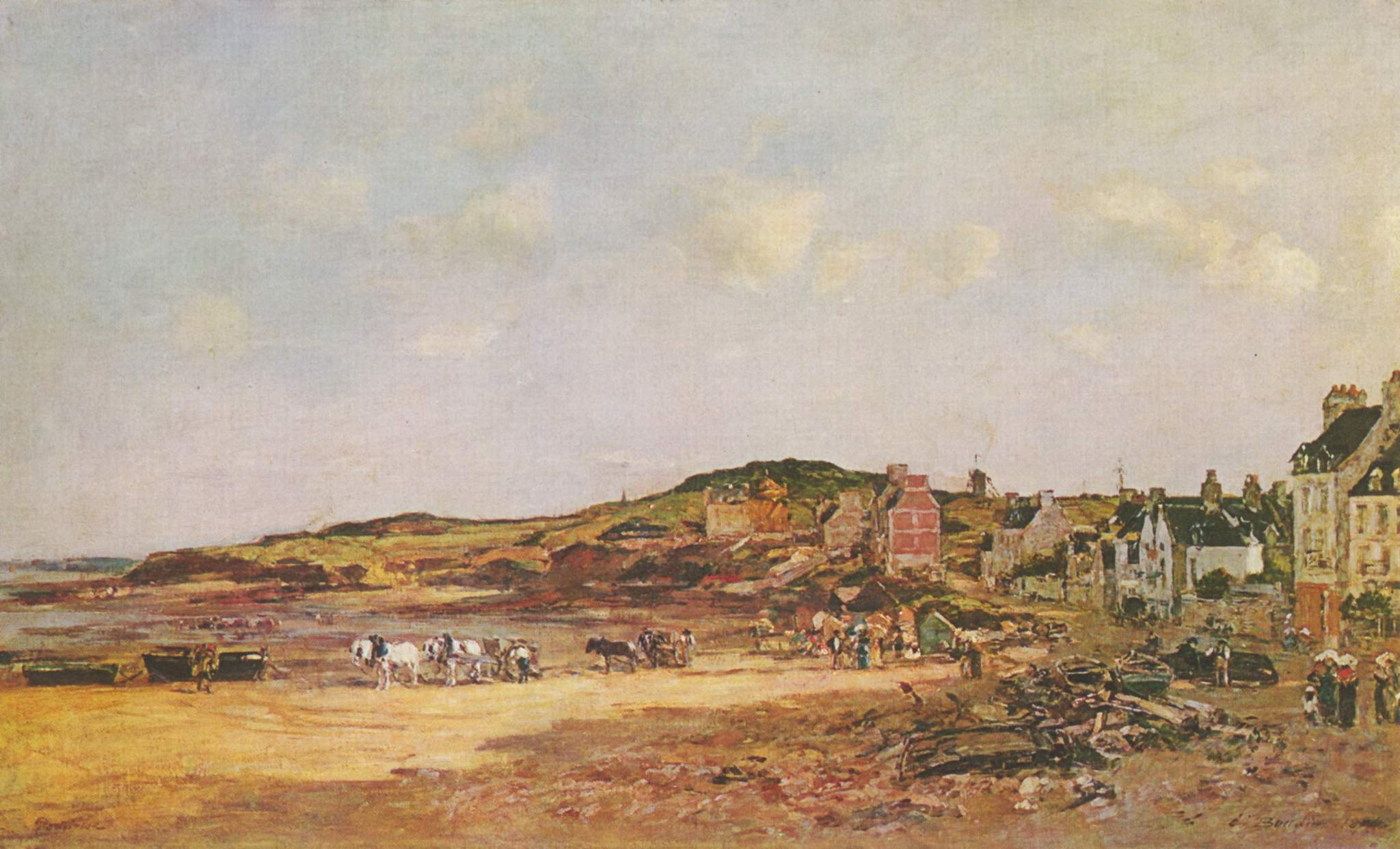
Portrieux (Saint-Quay-Portrieux) (1874)
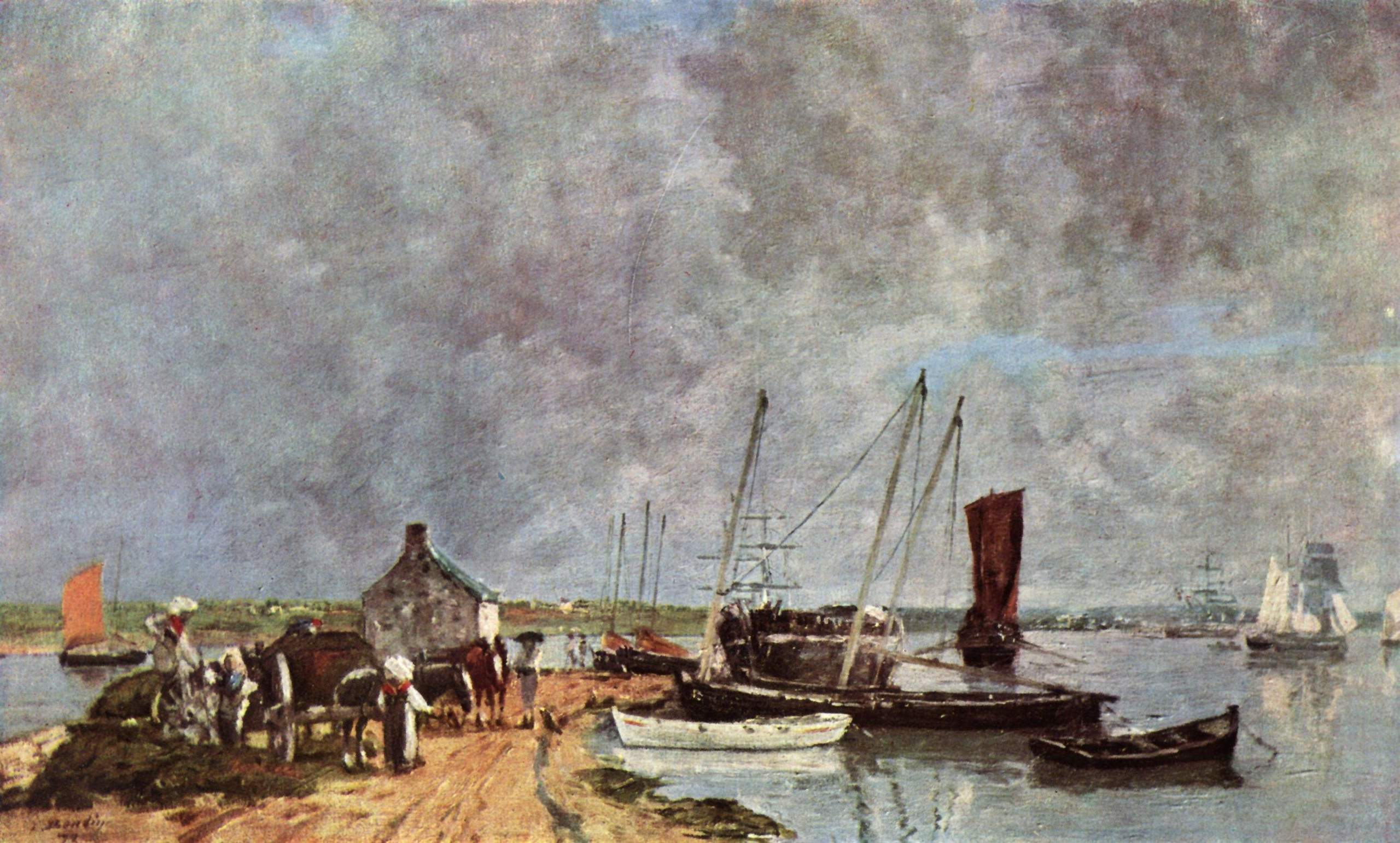
Port de mer (1870)
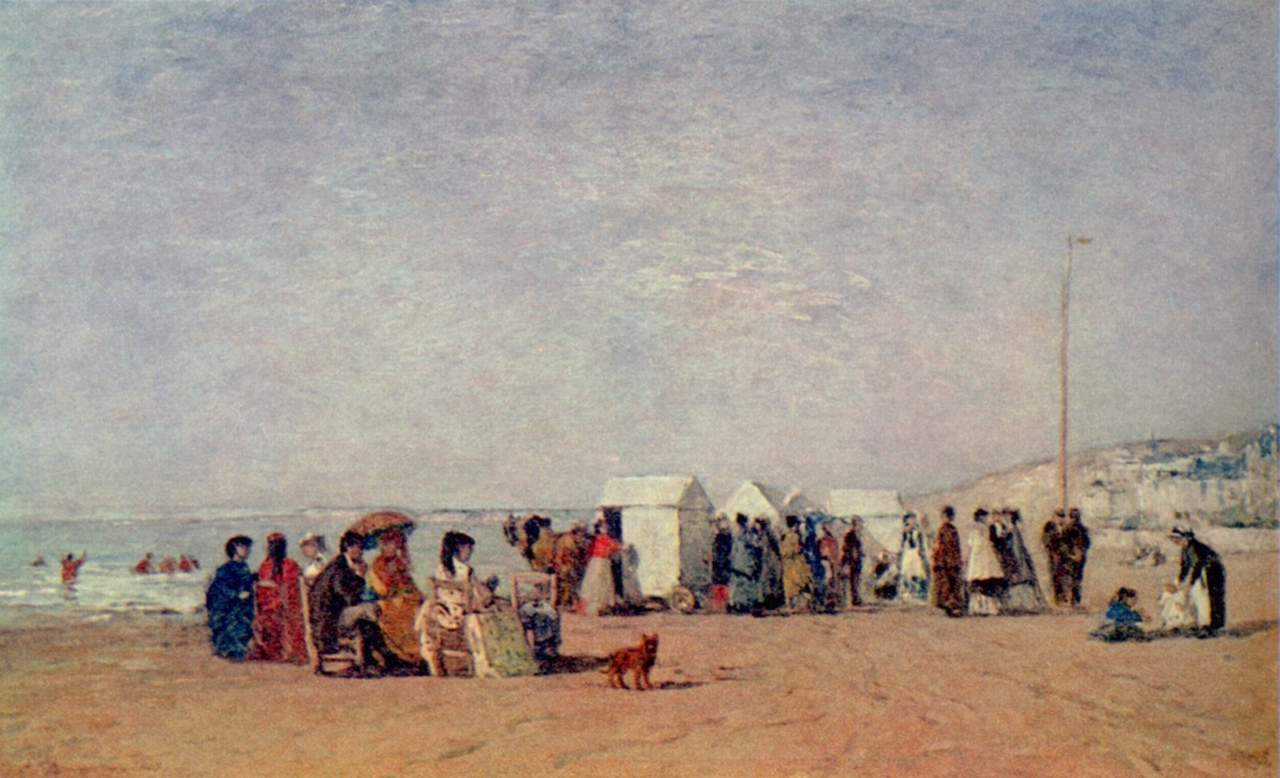
La plage de Trouville (1868)
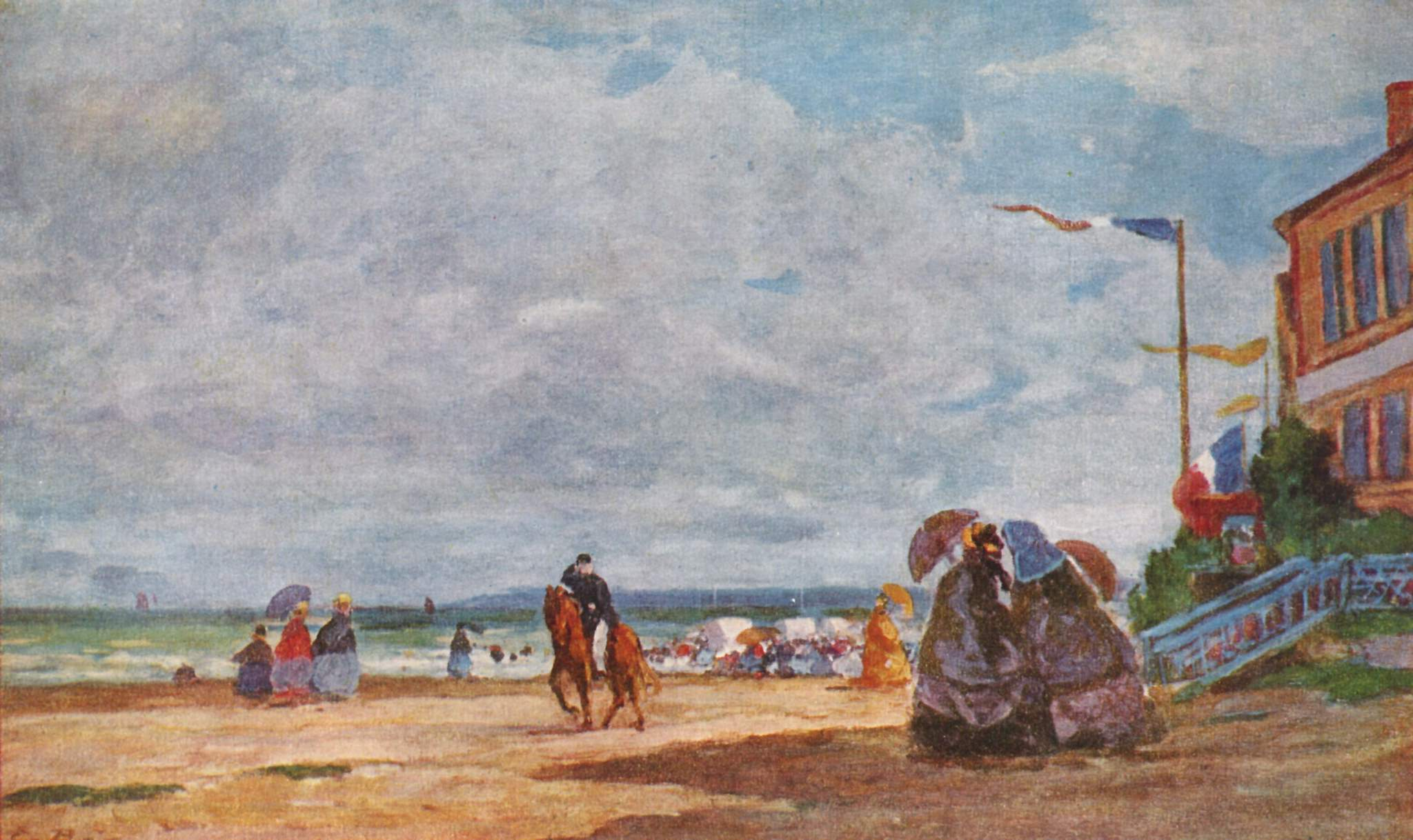
La plage de Trouville (1863)
L'heure du bain à Deauville (1865)
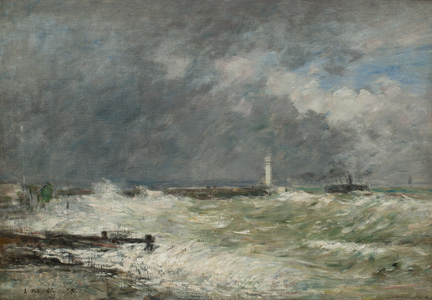
Entrée des jetées du Havre par gros temps (1895), マルロー美術館